# Filusa Kielokiedaron
Filusa Kielokiedaron (gr. Φιλούσα Κελοκεδάρων) – wieś w Republice Cypryjskiej, w dystrykcie Pafos. W 2011 roku liczyła 17 mieszkańców.